# سيمون اندروز
سيمون اندروز (11 يوليو 1980 - ) (بالإنجليزية: Simon Andrews)‏ هو لاعب كريكت نيوزلندي.